# Dolichopus punctum
Dolichopus punctum är en tvåvingeart som beskrevs av Johann Wilhelm Meigen 1824. Dolichopus punctum ingår i släktet Dolichopus och familjen styltflugor. Enligt den finländska rödlistan är arten sårbar i Finland. Arten är reproducerande i Sverige. Artens livsmiljö är tallbevuxna rikkärr. Inga underarter finns listade i Catalogue of Life.